# Lomnica (Rekovac)
Pour les articles homonymes, voir Lomnica.
Lomnica (en serbe cyrillique : Ломница) est un village de Serbie situé dans la municipalité de Rekovac, district de Pomoravlje. Au recensement de 2011, il comptait 143 habitants.

## Démographie

### Évolution historique de la population
| 1948 | 1953 | 1961 | 1971 | 1981 | 1991 | 2002 | 2011 |
| ---- | ---- | ---- | ---- | ---- | ---- | ---- | ---- |
| 465  | 483  | 430  | 356  | 287  | 241  | 186  | 143  |

|  |